# No Man’s Sky
No Man’s Sky (deutsch etwa ‚Niemandshimmel‘, abgeleitet vom englischen Ausdruck No Man’s Land, „Niemandsland“) ist ein 2016 veröffentlichtes Computerspiel des britischen Entwicklerstudios Hello Games. Darin schlüpft der Spieler in die Rolle eines Weltraumentdeckers. Das Spiel verfügt über eine prozedural generierte offene 3D-Spielwelt aus etwa 18 Trillionen Planeten. Neben den Genres Erkundung, Handel und Action-Adventure enthält es Anteile eines Survival-Spiels. No Man’s Sky erschien in Europa am 10. August 2016 für PlayStation 4 und am 12. August für Windows.
Ein dem Veröffentlichungstermin vorausgegangener Hype machte das Spiel umgehend zu einem Vorbestellungs- und Verkaufserfolg. Zur Veröffentlichung stellte sich allerdings heraus, dass viele der versprochenen Spielinhalte nicht vorhanden oder nicht fehlerfrei implementiert waren. Die Reaktionen der Presse und der Spieler waren entsprechend negativ. Jahrelange Ausbesserung und Weiterentwicklung des Spiels mittels nachträglicher Aktualisierungen bescherten Hello Games jedoch die nachträgliche Anerkennung der Spielergemeinde. Neben Verbesserung der prozeduralen Generierung wurde der Titel bspw. um die Spielmechanik des Basisbaus, Fahrzeuge und einen VR-Modus erweitert. No Man’s Sky gilt als Vorzeigebeispiel für den gelungenen Turnaround eines Computerspiels nach seiner Veröffentlichung.
No Man’s Sky verkaufte sich bis Juni 2022 über 10 Millionen Mal. Zusammengerechnet verbrachten die Spieler bis zum Juni 2022 über eine halbe Milliarde Stunden im Spiel.

## Spielprinzip
Der Spieler kann in diesem Spiel eine prozedural generierte Spielwelt erkunden, die aus 18.446.744.073.709.551.616 (>18 Trillionen) Planeten besteht, die alle eine ähnliche Gravitation wie die Erde haben. Das Spiel ist auf ein Einzelspieler-Spielerlebnis ausgelegt, es ist jedoch möglich, andere Spieler im Universum zu treffen. Die Fortbewegung findet zu Fuß, per Raketenrucksack, mit vier Landfahrzeugen, einem Unterseeboot, einem Exo-Mech oder mit einem Ein-Mann-Raumschiff statt. Der Spieler kann auf den Planeten Ressourcen sammeln, Items und neue Technologien suchen oder Tiere jagen, um seinen Raumanzug und sein Raumschiff und seine Ausrüstung zu verbessern. Im Spiel kann man auf eine Vielzahl von zufällig generierten Tieren treffen und mit intelligenten Aliens handeln und kommunizieren. Außerdem hat der Spieler die Möglichkeit, Planeten und Tiere, die er als Erster entdeckt, selbst zu benennen.
Spielziel ist es, die Mitte der Galaxie zu erreichen. Für den Weg dorthin soll man ungefähr 40 Spielstunden benötigen.
Abseits von diesem Ziel ist es dem Spieler freigestellt, wie er sich innerhalb der Spielwelt verhält. Beispielsweise kann er als Pirat andere Schiffe überfallen und deren Ressourcen stehlen. Es besteht aber auch die Möglichkeit, als eine Art Händler gezielt wertvolle Stoffe zu sammeln und diese anschließend zu verkaufen. Des Weiteren ist es seit dem sogenannten Foundation-Update möglich, eine Basis auf einem Planeten zu errichten, um dort mithilfe von dem Spieler angestellten intelligenten Lebensformen neue Bauteile und Technologien zu entwickeln, sowie Pflanzen zu züchten, welche in bestimmten Zeitabständen Ressourcen erzeugen. Der Spieler kann nun auch große Frachtraumschiffe kaufen, in denen ebenfalls eine Basis errichtet werden kann.

## Spielwelt
Die Spielwelt besteht aus 255 Galaxien. Jede Galaxie besteht aus Regionen, diese wiederum aus Sonnensystemen. Ein Sonnensystem umfasst mindestens zwei, maximal sechs, Planeten und Monde sowie (fast immer) eine Raumstation. Fast alle Raumstationen und die meisten Planeten sind von Lebensformen bewohnt. Die Planeten und Monde gelten als unentdeckt und können vom Spieler entdeckt und benannt werden.
Jeder Planet (und jeder Mond) besteht aus einem Biom. Damit wird das grundlegende Aussehen der Umwelt festgelegt sowie die regelmäßig auftretende Umweltgefahr (falls vorhanden). Die Pflanzen, Mineralien und Tiere werden prozedural generiert und können vom Spieler entdeckt und benannt werden. Um an Rohstoffe und Ressourcen zu gelangen, können Pflanzen und Mineralien abgebaut sowie Tiere getötet oder gefüttert werden. Bis zu 18 einzelne Kreaturen können nach der Fütterung vom Spieler adoptiert werden und ihn bei der Suche nach Rohstoffen unterstützen.
In Bauwerken und auf den Raumstationen können intelligente Aliens angetroffen werden, mit denen Handel getrieben werden kann. Im Spiel gibt es drei Alienrassen, die jeweils auf eine Fähigkeit spezialisiert sind: die Gek sind primär Händler, die Korvax Forscher und die Vy‘keen Krieger. Wenn man mit den Aliens kommunizieren möchte, muss man die Sprache der Rasse erlernen. Je mehr man sich mit den Alienrassen beschäftigt, desto mehr Ansehen erhält man bei den verschiedenen Rassen. Das kann dazu führen, dass man Geschenke und Informationen erhält, zum Beispiel Baupläne für neue Raumschiffausrüstung.
Wenn man auf einem Planeten zu viel Schaden anrichtet oder Tiere tötet, erscheinen Wächter-Drohnen, die den Spieler verfolgen und beschießen. Diese Drohnen kann man auch normal in der Welt finden. Jeder Planet hat einen unterschiedlichen Drohnengrad. Das heißt, dass auf den Planeten unterschiedlich viel toleriert wird. Je nachdem wie viel Interesse man erregt, erreicht man auch ein höheres „Fahndungslevel“, was in Sternen wie in Grand Theft Auto ausgedrückt wird. Das Beschießen der Drohnen erhöht das Level. Die Drohnen erscheinen dann in Wellen, deren Schwierigkeitsgrad ansteigt.

## Entwicklung

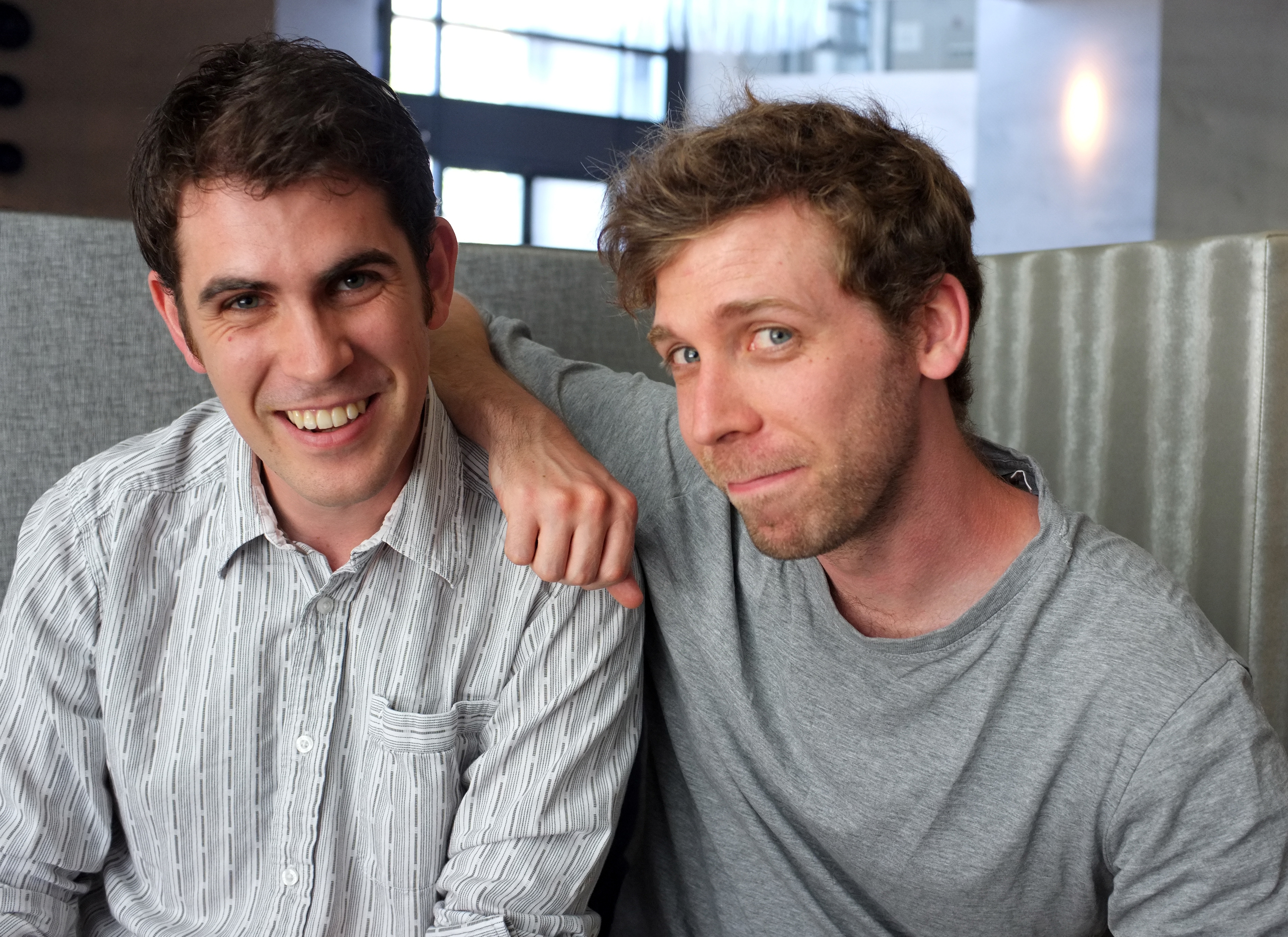
Die Gründer von Hello Games: Sean Murray (links) und Grant Duncan (Juni 2012)

Das Konzept von No Man’s Sky entstand während der Entwicklung von Joe Danger 2 durch Sean Murray. Murray, früher Entwickler bei Criterion Games für die Burnout-Reihe, wollte es vermeiden, dass Hello Games sich in einem Joe Danger-Sequel nach dem anderen verlieren und damit die Entwicklung neuer Spiele vernachlässigen würde, so wie er es bei Criterion erlebt hatte. Daher beschloss Murray, ein völlig neues Spiel zu entwickeln, das auf einer Idee aus seiner Kindheit basieren sollte, als er Astronaut werden wollte.
Murray arbeitete etwa ein Jahr lang in seiner Freizeit an der Spiel-Engine für No Man’s Sky, ohne dass der Rest des Teams davon wusste. Als die Engine vollständig war, holte Murray ein vier Köpfe starkes Team ins Boot, um am Spiel zu arbeiten, während Joe Danger 2 vom Rest der Firma entwickelt wurde. Ihre Arbeit fand im Geheimen statt, da der Rest von Hello Games nicht wusste, woran sie arbeiteten, was zu einigen Spannungen in der Firma führte. Zudem war Murray besorgt, zu viel über das Spiel preiszugeben und befürchtete, dass auch kleinste Informationen über das Spiel zu Missverständnissen und Fehlinterpretationen führen könnten. 2013 hatte Murray schließlich die Gelegenheit, das Spiel bei den VGX-Awards zu präsentieren, er erstellte dafür einen kurzen Teaser, den er einige Tage vor der großen Premiere auch dem Rest des Studios vorführte. Als die Entwicklung an No Man’s Sky voranging, holte Murray immer mehr vom Rest des Teams an Bord, um das Spiel fertigzustellen.
Am 8. Juli 2016 schlossen die Entwickler die Arbeiten an der Version des Spiels ab, die zur Veröffentlichung gedacht war. Seitdem wird an Patches gearbeitet, die neue Features und Fehlerbehebungen liefern sollen. Insgesamt bestand das Entwicklerteam aus 15 Personen, die vier Jahre an dem Spiel arbeiteten.
No Man’s Sky sollte ursprünglich am 22. Juni 2016 erscheinen, der Marktstart wurde später auf August desselben Jahres verschoben. Ab dem 3. März 2016 war das Spiel vorbestellbar. Der Titel wurde zuerst für PlayStation 4 am 9. August 2016 in den USA veröffentlicht, einen Tag später auch in Europa. Nur drei Tage später folgte die Version für Windows via Steam und ohne DRM via GOG.com. Seither erschienen Portierungen für Xbox One, Xbox Series und PlayStation 5. Ende Juni 2022 wurde der Release für Nintendo Switch am 7. Oktober 2022 angekündigt und der Termin mit Veröffentlichung des Waypoint-Updates eingehalten.
Das ursprünglich (in Schrift und Ton) in Englisch entwickelte Spiel wurde – neben Deutsch, hier gesprochen von Lara Trautmann – unter anderem auch in die Sprachen Französisch, Italienisch, Spanisch, Japanisch, Koreanisch, Polnisch, Portugiesisch, Russisch und (nur in Schrift) Niederländisch übersetzt.

### Updates
Als Antwort auf die laute Kritik über das Fehlen von im Vorfeld versprochener Eigenschaften und Funktionen, entwickelte Hello Games das Spiel auch nach der Veröffentlichung kontinuierlich weiter. Nach wenigen Monaten erschien bereits das sogenannte Foundation Update, das zahlreiche Neuerungen und Verbesserungen mitbrachte. Seither sind zahlreiche kleinere oder größere Patches und Updates jeweils im Abstand einiger Monate gefolgt. Neben dem üblichen Beseitigen von Fehlern oder der Verbesserung vorhandener Spielelemente wurde nach und nach der Inhalt von No Man's Sky und die Möglichkeiten der Interaktion des Spielers mit den prozedural erzeugten Welten oder auch anderen Mitspielern ganz beträchtlich erweitert.
| Versionsgeschichte                                      | Versionsgeschichte | Versionsgeschichte | Versionsgeschichte | Versionsgeschichte |
| Update-Bezeichnung                                      | Version            | Veröffentlichung   | Veränderungen |                    |
| ------------------------------------------------------- | ------------------ | ------------------ | --- | ------------------ |
| –                                                       | 1.03               | 9. Aug. 2016       | Hauptspiel; erste Veröffentlichung. - Daraufhin erschienen kleinere PC-Patches 1.04, 1.05, 1.06, 1.07, 1.08, 1.09 und PS4-Patches 1.04–1.07, 1.08, 1.09 |                    |
| Foundation Update                                       | 1.10               | 7. Dez. 2016       | Möglichkeit, sich eine eigene Basis bzw. Stützpunkt zu errichten, um Forschung und Entwicklung zu betreiben und Ressourcen zwischenzulagern. Einführung von Frachtern für den Handel, neue Biome, Ressourcen und Technologien. - Daraufhin erschienen kleinere Patches 1.12, 1.13 (für PC und PS4) |                    |
| Path Finder Update                                      | 1.20               | 8. März 2017       | Einführung von Fahrzeugen, sogenannten Exocrafts, mit denen man auf Planeten fahren kann. Möglichkeit mehrere Raumschiffe zu besitzen und die Heimatbasis online mit anderen Spielern zu teilen. Des Weiteren werden Raumschiffe und Waffen in Klassen eingeteilt, um deren Qualität schneller beurteilen zu können. - Daraufhin erschienen kleinere Path Finder Patches 1.22, 1.23 und 1.24 (für PC und PS4) |                    |
| Atlas Rises                                             | 1.30               | 11. Aug. 2017      | Eine neue etwa 30 Stunden lange Story. Texturen deutlich überarbeitet. Multiplayerfunktion, um anderen Spieler im Universum zu begegnen (Spieler sehen sich als blaue Sphären). Lang angedeutete und inaktive Portale waren nach dem Update ebenfalls verfügbar und anhand von Adressen ist es den Spielern möglich, zu jedem beliebigen Planeten zu reisen. - Daraufhin erschienen kleinere Atlas Rises Patches 1.31, 1.32, 1.33, 1.34, 1.35, 1.36/1.37 und 1.38 (für PC und PS4) |                    |
| No Man's Sky Next                                       | 1.50               | 24. Juli 2018      | Portierung auf Xbox One und Unterstützung der Tencent-Vertriebsplattform in China. Funktionalität des Basisbaus erweitert, Multiplayer-Fähigkeiten und Grafik des Spiels verbessert. Einführung neuer Waffen und Schiffstypen. Daraufhin erschienen kleinere Next Patches 1.51, 1.52, 1.52.1, 1.52.2, 1.53, 1.54, 1.55, 1.57, 1.58, 1.59, 1.60, 1.61, 1.63, 1.64 und 1.65 (für PC, PS4 und Xbox One) |                    |
| The Abyss                                               | 1.70               | 29. Okt. 2018      | Möglichkeit zur Errichtung von Unterwasser-Basen, Bau und Steuerung von Unterwasser-Fahrzeugen. Stark erweiterte Meeresflora und -fauna, sowie versunkene Ruinen und Absturzstellen. Unterwasser-Storyline und Redesign der Grafik beim Tauchen. - Daraufhin erschien ein kleinerer Abyss Patch 1.71 (für PC, PS4 und Xbox One) |                    |
| Visions                                                 | 1.75               | 21. Nov. 2018      | Erweiterung der Vielfalt auf den Planeten durch neue Biome und Aktionsorte. - Daraufhin erschienen kleinere Visions Patches 1.76 und 1.77 (für PC, PS4 und Xbox One) |                    |
| Beyond                                                  | 2.00               | 14. Aug. 2019      | Komplette VR-Portierung und verbesserter Multiplayermodus. - Daraufhin erschienen kleinere Beyond Patches 2.04, 2.05, 2.06 (nur PC), 2.06B, 2.06C (nur PC), 2.06D (nur PC), 2.06E (nur PC), 2.06F (nur PC), 2.06G (nur PC), 2.07 (nur PS4 und Xbox One), 2.08 (nur PS4 und Xbox One), 2.08A (nur PC), 2.09, 2.09.1 (nur PC), 2.09.2 (nur PC), 2.09.3 (nur PC), 2.09.4 (nur PC), 2.09.4 Hotfix (nur PC), 2.11, 2.12, 2.13, 2.14, 2.15 und 2.16 (für PC, PS4 und Xbox One) |                    |
| Synthesis                                               | 2.20               | 28. Nov. 2019      | Neue Möglichkeiten zur Schiffsverbesserung, verbesserte Terrainbearbeitung und zahlreiche Optimierungen der Lebensqualität. - Daraufhin erschienen kleinere Synthesis Patches 2.22, 2.23, 2.24 Bytebeat, 2.26 und 2.27 (für PC, PS4 und Xbox One) |                    |
| Living Ship                                             | 2.30               | 19. Feb. 2020      | Neue Questline, Weltraumbegegnungen und organische Schiffe. - Daraufhin erschienen kleinere Living Ship Patches 2.31, 2.32, 2.33 (für PC, PS4 und Xbox One) und 2.34 (nur PC) |                    |
| Exo Mechs                                               | 2.40               | 7. Apr. 2020       | Neues Fahrzeug für Planetenoberflächen. - Daraufhin erschienen kleinere Exo Mech Patches 2.41 (für PC, PS4 und Xbox One) und 2.42 (nur PC) |                    |
| Crossplay                                               | 2.50               | 10. Juni 2020      | Crossplay zwischen den Plattformen (PlayStation, Xbox, PC), wofür zu einer komplett neuen Netzwerkarchitektur gewechselt werden musste. Außerdem wurde das Spiel als Windows 10 Version veröffentlicht. - Daraufhin erschienen kleinere Crossplay Patches 2.52, 2.53, 2.54, 2.55 und 2.55.1 (für PC, PS4 und Xbox One) |                    |
| Desolation                                              | 2.60               | 16. Juli 2020      | Einführung verfallener Frachter, die von Spielern gefunden und geplündert werden können. Es ist eine Art Dungeon im Weltraum, bei dem verschiedene Kreaturen in den Räumen besiegt werden müssen, um seltene Ressourcen und Module zu erhalten. - Daraufhin erschienen kleinere Desolation Patches 2.61, 2.61.1 (nur PC) und 2.62 (für PC, PS4 und Xbox One) |                    |
| Origins                                                 | 3.00               | 23. Sep. 2020      | Neue Biome, Flora und Fauna Assets, eine erweiterte Farbpalette, veränderte Planetenoberflächen, Vulkane und neue Wettereffekte. - Daraufhin erschienen kleinere Origins Patches 3.01, 3.02 und 3.03 (für PC, PS4 und Xbox One) |                    |
| Halloween Update                                        | 3.05               | 26. Okt. 2020      | Kleines Event-Update, das eine vorübergehende Währung einführte und die Gegner in den verfallenen Frachtern stärker machte. |                    |
| Next Generation                                         | 3.10               | 28. Okt. 2020      | Bessere Ausnutzung der Hardware-Ressourcen von Next-Gen-Konsolen PS5 und Xbox Series X. Unter anderem sind die Planeten mit mehr Flora und Fauna gefüllt, die Ladezeiten wurden erheblich reduziert und das Spiel kann in 4K/60 fps gespielt werden. Das Update erschien zusammen mit dem Release der neuen Konsolen. Die PC-Version profitierte ebenfalls von dem Update und erhielt auch visuelle und technische Verbesserungen. - Daraufhin erschienen kleinere Next Generation Patches 3.12 (nur PS5, Xbox One und Xbox Series X/S), 3.13 und 3.15 (für PC, PS4, PS5, Xbox One, Xbox Series X/S) |                    |
| Companions                                              | 3.20               | 26. Feb. 2021      | Möglichkeit, die Tiere, welche man auf den Planeten findet, zu adoptieren und zu züchten. Diese Tiere können hilfreiche Tools, wie z. B. einen Minenlaser, tragen und benutzen. Durch eine Brutstation in der Anomalie können die Tiere mit bestimmten Eigenschaften gezüchtet werden. Dabei zu beachten ist, dass die Eier 24h in Inventar des Spielers seien müssen, bevor sie zur Anomalie gebracht werden können. - Daraufhin erschienen kleinere Companions Patches 3.21 und 3.22 (für PC, PS4, PS5, Xbox One, Xbox Series X/S) |                    |
| Expeditions                                             | 3.30               | 31. März 2021      | Neuer Spielmodus: Expeditionen. - Daraufhin erschienen kleinere Expeditions Patches 3.32, 3.33 (nur PC), 3.34, 3.35, 3.37 und 3.38 (für PC, PS4, PS5, Xbox One, Xbox Series X/S) |                    |
| Expedition Two – Beachhead                              | 3.40               | 17. Mai 2021       | - Daraufhin erschien ein kleineres Expedition Two Update – Beachhead 3.41 und Expedition Two Patch 3.42 (für PC, PS4, PS5, Xbox One, Xbox Series X/S) |                    |
| Prisms                                                  | 3.50               | 2. Juni 2021       | Visuelle Features: Reflexionen, neuen Textureffekte, mehr Biome-Details, verbesserte Beleuchtung, neue Himmel, Warp-Effekte, Kreaturenfell. - Daraufhin erschienen kleinere Prisms Patches 3.51, 3.52 und 3.53 (für PC, PS4, PS5, Xbox One, Xbox Series X/S) |                    |
| Frontiers                                               | 3.60               | 1. Sep. 2021       | Möglichkeit zur Verwaltung einer prozedural generierten Alien-Siedlung. Umfassende Überarbeitung des Basisbaus. - Daraufhin erschienen kleinere Frontiers Patches 3.61 3.62, 3.63, 3.64 Expedition Three: Cartographers, 3.64.1/3.65, 3.66, 3.67 und 3.68 (für PC, PS4, PS5, Xbox One, Xbox Series X/S) |                    |
| Expedition Four: Emergence                              | 3.70               | 20. Okt. 2021      | - Daraufhin erschien ein kleinerer Emergence Patch 3.71 (für PC, PS4, PS5, Xbox One, Xbox Series X/S) |                    |
| Expeditions Revisited                                   | 3.73               | 24. Nov. 2021      | - Daraufhin erschienen kleinere Expeditions Revisited Patches 3.74 und 3.75 (für PC, PS4, PS5, Xbox One, Xbox Series X/S) |                    |
| Sentinel                                                | 3.80               | 16. Feb. 2022      | Persönliche Robotergefährten und neue Feinde. Komplette Überarbeitung der Waffensysteme, neue Geschichten. Möglichkeit, eine eigene freundliche KI-Drohne umzuprogrammieren und zu adoptieren. Am 24. Februar, eine Woche nach Erscheinen des Sentinel-Update und zwei Tage nach Sentinel Patch 3.82, wurde die Expedition Five: Exobiology freigeschaltet. - Daraufhin erschienen kleinere Sentinel Patches 3.81, 3.82 und 3.84 (für PC, PS4, PS5, Xbox One, Xbox Series X/S) |                    |
| Outlaws                                                 | 3.85               | 13. Apr. 2022      | Einführung von gesetzlosen Systemen; Möglichkeit, eine eigene Pilotenstaffel zu rekrutieren; verbesserte Raumkämpfe, ein neues Sonnensegel-Raumschiff. Am 14. April, nur einen Tag nach der Veröffentlichung des Outlaws-Updates, wurde die Expedition Six: The Blighted freigeschaltet. - Daraufhin erschienen kleinere Outlaws Patches 3.87, 3.88 und 3.89 (für PC, PS4, PS5, Xbox One, Xbox Series X/S) |                    |
| Expedition Seven: Leviathan                             | 3.90               | 25. Mai 2022       | Ergänzung des Spiels um eine Expedition mit der lebenden Fregatte Leviathan als Haupt-Belohnung sowie kleinere Verbesserungen. - Daraufhin erschienen kleinere Leviathan Patches 3.91, 3.92 (für PC, PS4, PS5, Xbox One, Xbox Series X/S) und 3.93 (für alle Systeme außer PS5) |                    |
| Endurance                                               | 3.94               | 20. Juli 2022      | Überarbeitung des Hauptschiffs: besserer Basenbau, mehr Basiselemente, neuer Antrieb, NPCs auf dem Hauptschiff, bessere Grafik, Teleport zum Hauptschiff. Bessere Asteroidenfelder, aufgebesserte Grafik für Schwarze Löcher, Gaswolken und Gewitter im Weltraum. Lebende Fregatten. Polestar-Expedition. Neue Multiplayer-Mission. - Daraufhin erschienen kleinere Endurance Patches 3.95 (nur PC), 3.96, 3.97, 3.98, 3.99 und 3.99.1 (für alle Systeme) |                    |
| Waypoint Update                                         | 4.00               | 7. Okt. 2022       | Unterstützung für Nintendo Switch. Überarbeitung des Gameplay, vor allem durch benutzerdefinierte Spielmodi, ein neues System zur automatischen Speicherung des Spielstandes, sowie ein verbessertes Inventar und erweitertes Handelssystem. - Daraufhin erschienen kleinere Waypoint Patches 4.0.3 (nur Nintendo Switch), 4.03 (alle Systeme außer Switch), 4.04 (alle Systeme), 4.05 (alle Systeme außer Switch) und 4.06 (für alle Systeme) |                    |
| Holiday 2022 Expeditions                                | 4.07               | 23. Nov. 2022      | - Daraufhin erschien ein kleinerer Patch Holiday 2022 Expeditions 4.0.8 (für alle Systeme) |                    |
| Fractal Update                                          | 4.1                | 22. Feb. 2023      | Unterstützung von PlayStation VR2, Expedition Utopia mit neuem Raumschiff Utopia Speeder, Verbesserte HDR-Beleuchtung und Bewegungssensor-Steuerung. Neue Katalogskategorie für Wunder. - Daraufhin erschienen kleinere Fractal Patches 4.12 (für alle Systeme), 4.12.1 (PC), sowie 4.13, 4.14 und 4.14 (für alle Systeme) |                    |
| Interceptor Update                                      | 4.2                | 5. Apr. 2023       | Sentinel-Planeten können besucht werden. Verbesserungen für Grafik und Performance, insbesondere im PlayStation VR2-Modus. Steuerung über Handgelenksschnittstelle überarbeitet. - Daraufhin erschienen kleinere Interceptor Patches 4.21, 4.22 und 4.23 (für alle Systeme) |                    |
| No Man’s Sky on Mac                                     | 4.25               | 1. Juni 2023       | Behebung kleinerer Fehler und erstmalig Portierung auf macOS. - Daraufhin erschien ein kleinerer Patch No Man’s Sky on Mac 4.26 (nur für PC und Mac) |                    |
| Expedition Ten: Singularity                             | 4.30               | 7. Juni 2023       | Neue Community Expedition. - Daraufhin erschienen kleinere Singularity Patches 4.30.1 und 4.30.2 (nur PC), sowie 4.30.3 (alle Systeme), gefolgt von 4.33 und 4.34 (alle außer Nintendo Switch), 4.35 (nur Playstation), 4.36 (nur PC und Nintendo Switch), 4.35.1 (nur PC und Mac), 4.35.2 (für alle Systeme) und 4.37 (alle außer Mac), sowie 4.37.1 (nur Xbox) und 4.38 (für alle Systeme) |                    |
| Echoes Update                                           | 4.40               | 24. Aug. 2023      | Robotische Lebensformen. Piraten-Großkampfschiffe. Optimiertes Rendering im Zentrum des Blickfelds für Playstation VR2. - Daraufhin erschienen kleinere Echoes Patches 4.41, 4.42 und 4.43 (für alle Systeme, außer Nintendo), sowie 4.44 und 4.45 (für alle Systeme). |                    |
| Holiday Expeditions 2023                                | 4.46               | 8. Dez. 2023       | - Daraufhin erschienen kleinere Holiday Expeditions 2023 Patches 4.46.2 (PC), 4.47 und 4.48 (für alle Systeme, außer Nintendo). |                    |
| Omega                                                   | 4.5                | 15. Feb. 2024      | Integration der Expeditionen ins Hauptspiel. Neuer Piraten-Dreadnought, begleitet von einer Flotte von Fregatten. Neues Raumschiff „Starborn Runner“, das über festen Oberflächen schweben kann. Der klassische Handlungsstrang „Atlas Path“ (Atlaspfad) erhielt eine Überarbeitung. - Daraufhin erschienen kleinere Omega Patches 4.51 (für alle Systeme, außer Nintendo) und 4.51 (für alle Systeme). |                    |
| Orbital                                                 | 4.6                | 27. März 2024      | Raumstationen überarbeitet; neue Raumschiffe können jetzt auch aus geborgenen Trümmern gebaut werden; Fregattenflotten können bei interstellaren Expeditionen um Hilfe bitten; Handel, Ansehen und Gilden verbessert. - Daraufhin erschienen kleinere Orbital Patches 4.61, 4.62 (jeweils für PC und Playstation), 4.63 (für alle Systeme), 4.64 (alle, außer Nintendo) und 4.65 (für alle Systeme). |                    |
| Adrift                                                  | 4.7                | 29. Mai 2024       | 13. Expedition: Alternatives Universum - Daraufhin erschienen kleinere Adrift Patches 4.71 (alle Systeme, außer Nintendo), 4.71.1 (nur PC) und 4.72 (alle Systeme, außer Nintendo). |                    |
| Worlds Part I                                           | 5.0                | 17. Juli 2024      | Großes Welt-Update; 14. Expedition: Liquidators - Daraufhin erschienen kleinere Worlds Part 1 Patches 5.00.1 (für PC), 5.01 (für Playstation), 5.01.1 (für PC und Xbox), 5.02 (für Nintendo und Playstation), 5.03 (alle, außer Nintendo) und 5.05 (für alle Systeme). |                    |
| Aquarius                                                | 5.1                | 4. Sep. 2024       | Fischerei Update: Einführung von Angelruten, Reusen, Fischereiplattformen sowie 160 neue Fischarten und Fisch-Kochrezepte. 15. Expedition: Aquarius - Daraufhin erschienen kleinere Aquarius Patches 5.11 (alle Systeme, außer Nintendo) und 5.12 (für alle Systeme). |                    |
| Expedition Sixteen: The Cursed                          | 5.2                | 23. Okt. 2024      | Halloween Update: 16. Expedition: The Cursed - Zwischen kollabierenden Realitäten - Boundary Herald-Raumschiff, phosphorisierende Tiere - Als kleine Updates folgten die Bugfix-Patches The Cursed 5.21 und 5.22 (für alle Systeme). |                    |
| Cross-Save // PlayStation 5 Pro // The Normandy Returns | 5.25               | 7. Nov. 2024       | Zum Erscheinen der Playstation 5 Pro mit grafischen Verbesserungen für diese Konsole, sowie plattformübergreifenden Cross-Save für ausgewählte Spieler. Gleichzeitig kehrte eine aktualisierten Version der SSV Normandy SR1 aus der zweiten Expedition: Beachhead ins Spiel zurück. - Es folgten kleinere Bugfix-Patches Cross-Save // PlayStation 5 Pro // The Normandy Returns 5.26, 5.27 und 5.28 (für alle Systeme). |                    |
| Holiday 2024 Expeditions                                | -                  | 27. Nov. 2024      | - Es folgte ein kleiner Bugfix-Patch Holiday 2024 Expedition 5.29 (für alle Systeme). |                    |
| Worlds Part II                                          | 5.5                | 29. Jan. 2025      | Zweites Großes Welt-Update: Es wurden neue Sterne, sowie neue Planeten, darunter Gasriesen und Wasserwelten mit deutlich tieferen Gewässern eingeführt. Technisch wurden erneut die Wasserflächen sowie die Beleuchtung weiterentwickelt. Als Game-Play-Erweiterung wurde die Story umfangreicher und vertieft, neue fremdartige Kreaturen, Ruinentypen, Biome und extremere Höhenunterschiede hinzugefügt. - Als kleine Updates folgten die Bugfix-Patches Worlds Part II 5.51, 5.52, 5.53, 5.54 sowie 5.55. Im Rahmen des Updates 5.55 wurde die 17. Expedition: Titan ausgespielt. Diese erschien verzögert, da wegen technischer Probleme mit dem Redux 2024, durch das Worlds Part II-Update hervorgerufen, die Wiederholung der 16. Expedition um eine Woche verlängert worden war. |                    |
| Legende:Alte VersionAktuelle Version                    |                    |                    | |                    |

### Expeditionen
Im Rahmen des Expeditions-Updates am 31. März 2021 wurde mit der Version 3.30 ein neuer Spielmodus eingeführt: Expeditionen. Der Spielmodus kann sowohl als neuer Spielstand als auch, seit der Version 4.5, vom Hauptspielstand aus gestartet werden. In beiden Fällen startet der Spieler, wie bei einem Standardspiel gestrandet auf einem Planeten. Die Expeditionen sind grundsätzlich in fünf Phasen aufgeteilt. Für das Abschließen der Phasen sowie für die gesamte Expedition erhalten die Spieler kosmetische Gegenstände, Bauteile oder Raumschiffe die ausschließlich im Rahmen der jeweiligen Expedition erworben werden können. In der Regel sind Expeditionen auf ca. 6 Wochen begrenzt. Zum Jahresende führten die Entwickler Redux(Neuauflage)-Phasen, im Vorlauf zu den Feiertagen, ein, in denen mehrere vorherige Expeditionen über einen jeweils verkürzten Zeitraum von zwei Wochen noch einmal gespielt werden können.
Wird eine Expedition vom Hauptspiel aus gestartet, können später Spielfortschritte, erwirtschaftete Gewinne und eine beschränkte Anzahl Güter, zum Abschluss der Expedition, ins Hauptspiel migriert, integriert und dort genutzt werden.
| Expeditionen | Expeditionen                   | Expeditionen  | Expeditionen     | Expeditionen | Expeditionen |
| Expedition   | Update                         | Titel         | Veröffentlichung | Beschreibung | Redux        |
| ------------ | ------------------------------ | ------------- | ---------------- | --- | ------------ |
| #1           | Expeditions                    | The Pioneers  | 21. März 2021    | Ausführen unterschiedlicher, regulärer Aufgaben. Belohnung: Raumschiff "Golden Vector" | –            |
| #2           | Expedition Two – Beachhead     | Beachhead     | 17. Mai 2021     | Aufgaben um Exo-Fahrzeuge und Absturzstellen von Frachtern sowie Raumschiffen. Mass-Effect-Crossover. Belohnung: Fregatte "SSV Normandy SR1" - Redux 2024: Frachter-orientierte Aufgaben                                                                            | 2024         |
| #3           | Patch 3.64                     | Cartographers | 18. Sep. 2021    | Erkundung von Absturzstellen und historischen Stätten auf einem einzelnen Planeten. Belohnung: Begleiter-Ei eines Biologischen Horrors | 2023         |
| #4           | Expedition Four: Emergence     | Emergence     | 20. Okt. 2021    | Erkundung eines einzelnen Planeten mit Sandwurmbefall. Belohnung: Begleiter-Ei eines Sandwurms | –            |
| #5           | Patch 3.82                     | Exobiology    | 24. Feb. 2022    | Aufgaben um Aufzucht, Nutzung und genetische Weiterentwicklung von Begleitern. Belohnung: Begleiter-Ei eines Sentinental Quad | 2022         |
| #6           | Outlaws                        | The Blighted  | 14. Apr. 2022    | Aufgaben um die neu eingeführten Raumpiraten und Outlawsysteme. Belohnung: Outlaw-Cape | 2022         |
| #7           | Expedition Seven: Leviathan    | Leviathan     | 25. Mai 2022     | Der Spieler ist in einer Zeitschleife gefangen der er entkommen muss. Die Spielschwierigkeit ist auf Survival fixiert. Im Falle eines Todes startet die Zeitschleife neu. Belohnung: Fregatte "Leviathan"                                                           | 2022         |
| #8           | Endurance                      | Polestar      | 27. Juli 2022    | Aufgaben um eine Galaxie-Reise mit einem Frachter. Belohnung: Begleiter-Ei "Helios' Kind" | –            |
| –            | Holiday 2022 Expeditions       | REDUX 2022    | 24. Nov. 2022    | Wiederholung der Expeditionen (jeweils 2 Wochen) #5 bis #7: Exobiology, The Blighted, Leviathan | –            |
| #9           | Fractal Update                 | Utopia        | 22. Feb. 2023    | Wiederaufbau eines Sonnensystems in Zusammenarbeit mit der neu eingeführten "Utopia-Foundation". Belohnung: Begleiter-Ei eines Roboter-Wächters, Raumschiff "Utopia Speeder"                                                                                        | 2023         |
| #10          | Expedition Ten: Singularity    | Singularity   | 7. Juni 2023     | Erforschung der Geschichte hinter den Harmonischen Camps. Belohnung: diverse Cosmetics | 2023         |
| #11          | Echoes Update                  | Voyagers      | 31. Aug. 2023    | Erforschung und Katalogisieren von besonderen Welten. Belohnung: diverse Cosmetics | 2023         |
| –            | Holiday 2023 Expeditions       | REDUX 2023    | 8. Dez. 2023     | Wiederholung der Expeditionen (jeweils 1 Woche) #9, #10, #3, #11: Utopia, Singularity, Cartographers, Voyagers | –            |
| #12          | Omega                          | Omega         | 15. Feb. 2024    | Diverse Aufgaben in den Bereichen Kämpfen, Erforschen und Bauen sowie das Entwirren historischer Zusammenhänge. Belohnung: diverse Cosmetics, Raumschiff "Starborn Runner"                                                                                          | 2024         |
| #13          | Adrift                         | Adrift        | 29. Mai 2024     | Der Spieler muss in einem alternativen, ausgestorbenen Universum überleben. Belohnung: Begleiter-Ei "Gnawing Scuttler", Raumschiff "Iron Vulture", Fregatte "Schiff der Verdammten"                                                                                 | 2024         |
| #14          | Worlds Part I                  | Liquidators   | 24. Juli 2024    | Eine kampforientierte, an Starship Troopers angelehnte, galaxienweite "Bug Hunt". Belohnung: Begleiter-Ei eines Biologischen Horrors | 2024         |
| #15          | Aquarius                       | Aquarius      | 4. Sep. 2024     | Eine Expedition rund ums Fischen. Belohnung: Angelrute des Fischers, Unterwasser-Jetpack | 2024         |
| #16          | Expedition Sixteen: The Cursed | The Cursed    | 23. Okt. 2024    | Überleben zwischen kollabierenden Realitäten. Belohnung: Begleiter-Ei eines phosphorierenden Tieres, Raumschiff "Boundary Herald" | 2024         |
| –            | Patch 5.25                     | REDUX 2024    | 7. Nov. 2024     | Wiederholung der Expedition (3 Wochen) #2: Beachhead (aktualisierte Version, nun zentriert um Aufgaben für Frachter, die teilweise der Expedition #8 Polestar entnommen wurden)                                                                                     | –            |
| –            | Holiday 2024 Expeditions       | REDUX 2024    | 27. Nov. 2024    | ohne eigene Patchnummer, verzögerte Veröffentlichung aus Patch 5.25 Wiederholung der Expeditionen (jeweils 2 Wochen, The Cursed 3 Wochen, wegen technischer Probleme durch das Worlds Part II-Update) #12 bis #16: Omega, Adrift, Liquidators, Aquarius, The Cursed | –            |
| #17          | Patch 5.55                     | Titan         | 12. Feb. 2025    | Aufgaben rund um die, im Rahmen von Worlds Part II eingeführten, lila Sonnensysteme und neuen Planeten (Gasriesen und Tiefseewelten). Belohnung: Lebendes Raumschiff "The Wraith"                                                                                   | –            |

### Worlds Part I
Am 17. Juli 2024 erhielt No Man’s Sky ein großes technisches Update, den Patch 5.0. Laut Sean Murray wurden technische Neuerungen, die Hello Games im Rahmen der Entwicklung des bis dahin noch unveröffentlichten Spieles Light No Fire umgesetzt hatte, in No Man’s Sky übernommen und damit die grundlegende Programmierung überholt.
Zu den Neuerungen gehörten auf inhaltlicher Seite neue Arten von Welten, ein neuer Kampfmodus gegen Insektenbefall, lebende Gebäude und neue technische Komponenten. Programmtechnisch wurde die Erzeugung von Tieren und Pflanzen überholt und erweitert. Grafisch wurde die Berechnung und Darstellung von Wasserflächen und die Erzeugung von Wellen an den neuesten technischen Stand angepasst, moderne Reflektionsberechnung implementiert. Wasserflächen reagierten aufgrund neuer Wettermechaniken nach dem Update auf Wetterereignisse und -stärke mit entsprechender Wellenhöhe und Anstieg oder Rückgang des Wasserspiegels. Im Rahmen der überholten Wettermodellierung wurde auch die Darstellung von Wolken realitätsnäher gestaltet. Ebenso wurden bodennahe Effekte wie Nebel, Sichtbehinderungen und die Reaktion der Spielerfigur und der umgebenen Vegetation auf Sturmereignisse modernisiert. Partikel- und Oberflächeneffekte erhielten ebenfalls eine Überholung, so dass sie mit zeitgemäßen Reflektions-, Spritzer- und Funkeneffekten aufwarten konnten.

## Rezeption
Von der Fachpresse wurde No Man’s Sky eher gemischt aufgenommen, da viele versprochene Eigenschaften nicht ins Spiel eingearbeitet wurden, wie z. B. Raumflugmechanik. Deswegen erhielt das Spiel anfangs mittelmäßige bzw. bei den Nutzern selbst teils stark unterdurchschnittliche Bewertungen. Beim Kritikenaggregator Metacritic erreicht das Spiel in der PlayStation-4-Version 71 von 100 möglichen Punkten basierend auf 92 Rezensionen bzw. 4,5 von 10 Punkten basierend auf 4.913 Nutzerbewertungen. 4Players bewertete das Spiel mit 59 % („ausreichend“). GameStar bewertete das Spiel zum Erscheinen mit 73 von 100 Punkten („gut“). Knapp zwei Jahre später erhöhte das Magazin die Wertung auf 82 Punkte. Auch 2020 wertete die GameStar das Spiel in einem Nachtest auf. Nutzer der Onlinevertriebsplattform Steam bewerteten das Spiel am Anfang mit „Größtenteils negativ“. Bereits nach den ersten beiden großen Updates Path Finder bzw. Atlas Rises stiegen die kürzlichen Bewertungen auf „Sehr positiv“ und bei der Gesamtbewertung auf „Ausgeglichen“. Dieser Aufwärtstrend in den Bewertungen hielt an, und die Entwickler waren und sind offenkundig bemüht, die zum Release versprochenen Eigenschaften sowie weitergehende Features in kostenfreien Updates nachzureichen.
Zur erstmaligen Veröffentlichung auf Nintendo Switch mit dem Waypoint-Update erhielt das Spiel sehr positive Bewertungen. Games.ch bezeichnete das Spiel gar als einen der besten Switch-Ports seit Bestehen der Nintendo-Hybridkonsole. Lediglich den auf der im Vergleich zu anderen Systemen fehlenden Mehrspielermodus habe man vermisst. IGN wertete das Update als größten Generationssprung bislang, während man bei der deutschen Spielezeitschrift GameStar mit dem Update den perfekten Zeitpunkt zum Einstieg in das Spiel für gekommen hielt.
Mit dem Update 5.0 wurde No Man’s Sky grundlegend grafisch und technisch überholt. Worlds Part 1 wurde von Kritikern und in der Spielercommunity als das Update aufgenommen, das No Man's Sky endgültig zu dem Spiel machte, das zu Beginn versprochen wurde. No Man's Sky gilt damit, 8 Jahre nach Erscheinen, als eine der bedeutendsten Comebackstorys der Computerspielgeschichte.
Mit und nach dem Update Worlds Part 1 stiegen die Bewertungen auf Steam auf „90% positiv“, 82 % seit Release, und anhand der Verdreifachung der Spielerzahlen erreichte No Man's Sky, fast ein Jahrzehnt nach Veröffentlichung, die vierthöchste Spieleranzahl der Geschichte.